# 图松
图松（法語：Tousson，法語發音：[tusɔ̃] ⓘ）是法国塞纳-马恩省的一个市镇，属于枫丹白露区。

## 地理
图松（48°20'49"N, 2°27'30"E）面积13.24 平方千米，位于法国法蘭西島大區塞纳-马恩省，该省份为法国北部内陆省份，北起瓦兹省，西接埃松省、马恩河谷省、塞纳-圣但尼省和瓦兹河谷省，南至卢瓦雷省，东南接约讷省，东临马恩省和奥布省，东北接埃纳省。
与图松接壤的市镇（或旧市镇、城区）包括：布瓦西欧卡耶、埃松河畔楠托、埃科勒河畔努瓦西、勒沃杜埃、比诺博讷沃、埃科勒河畔翁西。

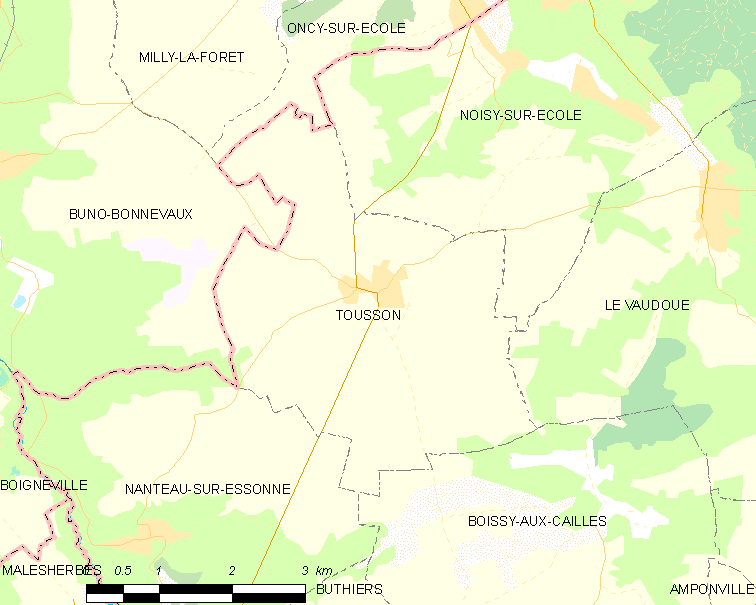
图松的OSM定位图

图松的时区为UTC+01:00、UTC+02:00（夏令时）。

## 行政
图松的邮政编码为77123，INSEE市镇编码为77471。

## 政治
图松所属的省级选区为枫丹白露县。

## 人口

1962-2008年间图松人口变化图示

图松于2022年1月1日时的人口数量为338人。